# Ladera Ranch
Ladera Ranch – jednostka osadnicza w Stanach Zjednoczonych, w stanie Kalifornia, w hrabstwie Orange.